# سسنیلی دونو
سسنیلی دونو (انگلیسی: Sesenieli Donu؛ زادهٔ ۳ مارس ۱۹۹۶) بازیکن راگبی ۷ نفره زن اهل فیجی است.
وی در مسابقات کشوری و بین‌المللی در مجموع برندهٔ ۱ مدال برنز شده‌است.